# Стеван Мачковић
Стеван Мачковић (1959) историчар је из Суботице. 

## Биографија
Рођен је 1959. године у Суботици, где је стекао основно и средње образовање. Студирао је историју на Филозофском факултету у Новом Саду. Диплому професора историје стекао је 1984. године. Радио је као наставник историје у основној школи у Суботици, а затим у Градском Музеју Суботица. Од 1985. до 1988. године је асистент за предмет историја Југославије, на Филозофском факултету у Новом Саду. Крајем 1988, након Јогурт револуције, вратио се у Суботицу. Почетком 1992. године запослио се у Историјском архиву Суботица. Од маја 2001. године налази се на месту директора поменуте институције.

## Важнија дела
Редовно објављује радове из области историје и архивистике, махом у локалним, али и иностраним часописима. 
Написао је монографију „Индустрија и индустријалци Суботице 1918-1941” (Историјски архив, Суботица 2004), за коју је добио награду Др Ференц Бодрогвари. У коаторству је написао и монографије „Настанак и развој предшколства у Суботици” (ПУ Наша радост, Суботица, 2004) и „Црвени крст у Суботици 1886–2006” (Црвени крст, Суботица 2006). 
Присуствовао је Другом конгресу хрватских повјесничара (Пула, 2004). Од 2009. године има звање архивског саветника. Главни је уредник часописа Архива - Ex Pannonia и члан уредништва „Лексикона подунавских Хрвата – Буњеваца и Шокаца”. 
Године 2016. организовао је међународну конференцију — Девети суботички архивски дан.